# Gianluca Busio
Gianluca Busio, né le 28 mai 2002 à Greensboro, est un joueur international américain de soccer qui évolue au poste de milieu de terrain au Venezia FC.

## Biographie
Il possède également la nationalité italienne, son père étant originaire de Brescia.

### En club
Il rejoint l'académie du Sporting de Kansas City en 2016. Il joue son premier match avec l'équipe senior en MLS le 28 juillet 2018, contre le FC Dallas (défaite 2-3). 
Il est par la suite aussi régulièrement prêté aux Rangers de Swope Park, franchise de USL Championship et équipe réserve du Sporting.
Le 5 août 2021, lors de la dernière journée de la fenêtre estivale des transferts en MLS, il rejoint le Venise FC, tout juste promu en Serie A, pour un montant record pour la franchise du Kansas.

### En sélection
Avec les moins de 17 ans, il participe au championnat de la CONCACAF des moins de 17 ans en 2019. Les joueurs américains s'inclinent en finale face au Mexique.
Le 1er juillet 2021, il est retenu dans la liste des vingt-trois joueurs américains sélectionnés par Gregg Berhalter pour disputer la Gold Cup 2021. Il est remplaçant lors de la finale contre le Mexique le 1er août et entre en jeu durant la seconde période. Les États-Unis s'imposent finalement sur un but de Miles Robinson en prolongations, remportant donc son premier titre international,.

## Palmarès

### En sélection
- États-Unis -17 ans
  - Finaliste du championnat de la CONCACAF des moins de 17 ans en 2019.

- États-Unis
  - Vainqueur de la Gold Cup en 2021.

## Statistiques
| Saison                | Club                       | Championnat           | Championnat | Championnat | Coupe(s) nationale(s) | Coupe(s) nationale(s) | Compétition(s) continentale(s) | Compétition(s) continentale(s) | Compétition(s) continentale(s) | Séries | Séries | États-Unis | États-Unis | Total | Total |
| Saison                | Club                       | Division              | M.          | B.          | M.                    | B.                    | Comp.                          | M.                             | B.                             | M.     | B.     | M.         | B.         | M.    | B.    |
| 2018                  | Rangers de Swope Park      | USL                   | 10          | 0           | -                     | -                     | -                              | -                              | -                              | -      | -      | -          | -          | 10    | 0     |
| 2019                  | Rangers de Swope Park      | USLC                  | 5           | 1           | -                     | -                     | -                              | -                              | -                              | -      | -      | -          | -          | 5     | 1     |
| 2020                  | Sporting II de Kansas City | USLC                  | 1           | 0           | -                     | -                     | -                              | -                              | -                              | -      | -      | -          | -          | 1     | 0     |
| Sous-total            | Sous-total                 | Sous-total            | 16          | 1           | -                     | -                     | -                              | -                              | -                              | -      | -      | -          | -          | 16    | 1     |
| 2018                  | Sporting de Kansas City    | MLS                   | 7           | 1           | 1                     | 0                     | -                              | -                              | -                              | 0      | 0      | -          | -          | 8     | 1     |
| 2019                  | Sporting de Kansas City    | MLS                   | 22          | 3           | 1                     | 0                     | LCC                            | 3                              | 0                              | -      | -      | -          | -          | 26    | 3     |
| 2020                  | Sporting de Kansas City    | MLS                   | 21          | 1           | -                     | -                     | -                              | -                              | -                              | 2      | 1      | -          | -          | 23    | 2     |
| 2021                  | Sporting de Kansas City    | MLS                   | 13          | 2           | -                     | -                     | -                              | -                              | -                              | -      | -      | 6          | 0          | 19    | 2     |
| Sous-total            | Sous-total                 | Sous-total            | 63          | 7           | 2                     | 0                     | -                              | 3                              | 0                              | 2      | 1      | 6          | 0          | 76    | 8     |
| 2021-2022             | Venise FC                  | Serie A               | 29          | 1           | -                     | -                     | -                              | -                              | -                              | -      | -      | 9          | 0          | 38    | 1     |
| 2022-2023             | Venise FC                  | Serie B               | 28          | 0           | -                     | -                     | -                              | -                              | -                              | -      | -      | 4          | 0          | 32    | 0     |
| 2023-2024             | Venise FC                  | Serie B               | 41          | 7           | 1                     | 0                     | -                              | -                              | -                              | -      | -      | -          | -          | 42    | 7     |
| 2024-2025             | Venise FC                  | Serie A               | 20          | 1           | -                     | -                     | -                              | -                              | -                              | -      | -      | 4          | 0          | 24    | 1     |
| Sous-total            | Sous-total                 | Sous-total            | 118         | 9           | 1                     | 0                     | -                              | -                              | -                              | -      | -      | 17         | 1          | 136   | 10    |
| Total sur la carrière | Total sur la carrière      | Total sur la carrière | 197         | 17          | 3                     | 0                     | -                              | 3                              | 0                              | 2      | 1      | 17         | 1          | 222   | 19    |